# 烏克蘭希臘禮天主教義大利宗座代牧區
烏克蘭希臘禮天主教義大利宗座代牧區 （拉丁語：Exarchatus Apostolicus Italiae）是一個包括義大利的東儀天主教宗座代牧區（烏克蘭希臘禮），直屬聖座。
代牧區於2019年7月11日成立，教座位於首都羅馬圣色尔爵及伯古斯堂。2019年有信友7萬人，分別屬於145個團體，由62名司鐸牧養。目前宗座代牧為戴歐尼修斯·保祿·拉霍維奇主教。